# サイレントネーム
サイレントネーム (Silent Name) は、日本で生まれフランス、アメリカで調教を受けた競走馬である。
父はサンデーサイレンス。母ダンジグアウェーはフランスで競走生活を送り15戦4勝、おもな勝ち鞍にG3パース賞がある。

## 経歴
フランスのヴェルテメール兄弟により繁殖牝馬として日本の白老ファームに預託された母ダンジグアウェーとサンデーサイレンスとの交配で2002年2月6日に誕生した。当歳時にフランスに輸出され、2004年9月にデビュー。2005年までフランスで走り、準重賞2勝のほかパン賞 (G3)3着、フォレ賞 (G1)4着など10戦3勝の成績を残した。
2006年よりアメリカに移籍。この年初戦のアローワンスを勝ち、続くアルカディアハンデキャップ (G2)で重賞初勝利を挙げた。その後は5戦連続でG1に出走したが、シューメーカーブリーダーズカップマイルとエディーリードハンデキャップの3着が最高着順で、ブリーダーズカップ・マイルでは6着だった。
当初は2006年限りでの引退が予定されていたが、2007年も現役を続行。休養明けのフランクEキルローマイル (G1)で3着に入った後、コモンウェルスブリーダーズカップステークス (G2)でオールウェザーに初挑戦するとこれを4馬身差で圧勝した。しかしその後出走したダートのメトロポリタンハンデキャップ (G1)、オールウェザーのトリプルベンド招待ハンデキャップ (G1)はともに大敗、2年連続で出走したブリーダーズカップ・マイルでも12着という結果に終わる。11月のサイテーションハンデキャップ (G1)4着を最後に現役を引退した。
引退後はアメリカ・ケンタッキー州のアデナスプリングズで種牡馬となった。シャトル種牡馬としてブラジルでも種付けをしている。初年度産駒がデビューする2011年にニューヨーク州に新設されたアデナスプリングズニューヨークに移動。2012年のカナダ種牡馬リーディングで5位、芝部門で2位になるなど、カナダでの産駒成績が良好で、2013年からはカナダのオンタリオ州にあるアデナスプリングズカナダへ移動している。2013年はカナダ種牡馬リーディング2位、芝部門1位。また、初年度産駒がデビューしたブラジルでは新種牡馬ランキングで1位となった。2014年に産駒がG1を初制覇。

### 年度別競走成績
- 2004年（2戦1勝）
- 2005年（8戦2勝）
  - サンパトリック賞（仏LR）、トゥルジェヴィル賞（仏LR）
- 2006年（7戦2勝）
  - アルカディアハンデキャップ（米G2）
- 2007年（6戦1勝）
  - コモンウェルスブリーダーズカップステークス（米G2）

通算23戦6勝（2着2回、3着4回）

### 主な産駒
- ジャスピオンサイレント / Jaspion Silent - サンパウロ大賞、14・デ・マルコ大賞（伯G3）、フェアウェル大賞（伯G1）2着、デルビーパウリスタ大賞（伯G1）2着
- サイレンティオ / Silentio - サービューフォートステークス（米G2）、サイテーションハンデキャップ（米G2）、フランク・E・キルローマイルステークス2着、ブリーダーズカップ・マイル3着
- セットルア / Set Lua - ジョゼ・パウリーノ・ノゲイラ大賞（伯G3）、ジョッキークラブブラジレイロ大賞（伯G1）2着
- ミスターオンライン / Mr. Online - ニアークティックステークス2着
- ノーサイレント / No Silent - エディーDステークス（米G3）

## 血統表
| サイレントネームの血統サンデーサイレンス系 / Natalma5×5=6.25% | サイレントネームの血統サンデーサイレンス系 / Natalma5×5=6.25% | サイレントネームの血統サンデーサイレンス系 / Natalma5×5=6.25% | （血統表の出典） | （血統表の出典） |
| 父 *サンデーサイレンス Sunday Silence 1986 青鹿毛             | 父の父Halo 1969 黒鹿毛                                        | Hail to Reason                                                | Turn-to          | Turn-to          |
| 父 *サンデーサイレンス Sunday Silence 1986 青鹿毛             | 父の父Halo 1969 黒鹿毛                                        | Hail to Reason                                                | Nothirdchance    |                  |
| 父 *サンデーサイレンス Sunday Silence 1986 青鹿毛             | 父の父Halo 1969 黒鹿毛                                        | Cosmah                                                        | Cosmic Bomb      | Cosmic Bomb      |
| 父 *サンデーサイレンス Sunday Silence 1986 青鹿毛             | 父の父Halo 1969 黒鹿毛                                        | Cosmah                                                        | Almahmoud        |                  |
| 父 *サンデーサイレンス Sunday Silence 1986 青鹿毛             | 父の母Wishing Well 1975 鹿毛                                  | Understanding                                                 | Promised Land    | Promised Land    |
| 父 *サンデーサイレンス Sunday Silence 1986 青鹿毛             | 父の母Wishing Well 1975 鹿毛                                  | Understanding                                                 | Pretty Ways      |                  |
| 父 *サンデーサイレンス Sunday Silence 1986 青鹿毛             | 父の母Wishing Well 1975 鹿毛                                  | Mountain Flower                                               | Montparnasse     | Montparnasse     |
| 父 *サンデーサイレンス Sunday Silence 1986 青鹿毛             | 父の母Wishing Well 1975 鹿毛                                  | Mountain Flower                                               | Edelweiss        |                  |
| 母 *ダンジグアウェー Danzigaway 1997 鹿毛                     | 母の父*デインヒル Danehill 1986 鹿毛                          | Danzig                                                        | Northern Dancer  | Northern Dancer  |
| 母 *ダンジグアウェー Danzigaway 1997 鹿毛                     | 母の父*デインヒル Danehill 1986 鹿毛                          | Danzig                                                        | Pas de Nom       |                  |
| 母 *ダンジグアウェー Danzigaway 1997 鹿毛                     | 母の父*デインヒル Danehill 1986 鹿毛                          | Razyana                                                       | His Majesty      | His Majesty      |
| 母 *ダンジグアウェー Danzigaway 1997 鹿毛                     | 母の父*デインヒル Danehill 1986 鹿毛                          | Razyana                                                       | Soring Adieu     |                  |
| 母 *ダンジグアウェー Danzigaway 1997 鹿毛                     | 母の母Blushing Away 1987 栗毛                                 | Blushing Groom                                                | Red God          | Red God          |
| 母 *ダンジグアウェー Danzigaway 1997 鹿毛                     | 母の母Blushing Away 1987 栗毛                                 | Blushing Groom                                                | Runaway Bride    |                  |
| 母 *ダンジグアウェー Danzigaway 1997 鹿毛                     | 母の母Blushing Away 1987 栗毛                                 | *スイートリベンジ Sweet Revenge                               | Raja Baba        | Raja Baba        |
| 母 *ダンジグアウェー Danzigaway 1997 鹿毛                     | 母の母Blushing Away 1987 栗毛                                 | *スイートリベンジ Sweet Revenge                               | Away             |                  |
| 母系(F-No.)                                                   | (FN:F-No.1-n)                                                 | (FN:F-No.1-n)                                                 | (FN:F-No.1-n)    |                  |